# Алсынов, Фаиль Фаттахович
Фаиль Алсынов (наст. имя Фаиль Фаттахович Алчинов, баш. Фаил Фәттәх улы Алсынов; род. 7 декабря 1986, село Юлдыбаево, Зилаирский район, Башкирская АССР) — башкирский общественный деятель, активист, башкирский националист, предприниматель, политзаключённый.
Экс-заместитель председателя башкирской национальной организации «Кук-Буре», экс-лидер запрещённой в России башкирской общественной организации «Башкорт». Участник протестов на Куштау (2020).
Наибольшую известность получил после того, как вынесение решения суда по уголовному делу в его отношении в январе 2024 года, по которому он был приговорён к 4 годам колонии, вызвало протесты в Башкортостане. Он, как и жители разных деревень, утверждал, что идёт бесконтрольная, загрязняющая окружающую среду, добыча золота. Местные жители утверждают, что добыча идёт варварским способом. Найти управу трудно, потому что суд порой встает на сторону промышленников. Об этом уже сообщали СМИ телеканала НТВ в мае 2023 года и Московский комсомолец 17 января 2024 года.

## Биография
Фаиль Алсынов родился 7 декабря 1986 года в селе Юлдыбаево Зилаирского района Республики Башкортостан. Средний по старшинству сын. Также имеет двух братьев и одну сестру. Получил образование в Башкирском государственном университете по историческому направлению.
В начале 2011 года устроился работать специалистом во Всемирный курултай башкир, где работал вплоть до начала 2014 года. Был уволен по причине нежелания работать с новым руководством.
В конце ноября 2013 года на него напали двое пьяных, когда он возвращался домой. Нападавшие выкрикивали лозунги: «Понаехали сюда башкирята из аулов!». После избиения Фаиль попал в больницу, и ему сделали операцию на ухе. Незадолго до этого, организация Кук-Буре выступила с резкой критикой в адрес проведения русского марша в башкирской столице Уфе.
Производил строительные и ремонтные работы в частном секторе, руководил строительной бригадой.

## Общественная деятельность
Начал свою деятельность в башкирском национальном движении в начале 2008 года, вступив в «Кук-Буре». В конце 2010 года он был избран первым заместителем председателя этой организации. Оставался им вплоть до 2014 года, когда покинул организацию. Вместе с остальными членами организации принимал участие в митингах и протестах, организованных организацией. Он предложил и организовал возрождение молодёжного совета при исполнительном комитете Всемирного курултая башкир.
В 2014 году в Кук-Буре произошёл раскол, вследствие чего трое заместителей — Рамзиль Байназаров, Фаиль Алсынов и Руслан Габбасов покинули организацию, образовав в этом же году башкирскую общественную организацию «Башкорт».
В этом же году в Башкортостане начались слушания по разработке шихана Торатау, который хотели уничтожить для добычи ресурсов. Как фактический лидер организации «Башкорт», он стал одним из организаторов и участников протестов на Торатау в защиту шихана. В итоге общественникам удалось отстоять шихан. Позднее, уже в 2020 году, члены организации, запрещённой уже к тому времени, и сам Фаиль приняли участие в протестах на Куштау.
В 2018 году он принимал участие в событиях в Темясово и Сибае, где местные жители вступили в конфликт с чеченскими и курдскими мигрантами. Впоследствии, в ходе событий в Темясово и Сибае, глава Рустэм Хамитов ушёл в отставку.
В течение нескольких лет начиная с 2015 года Алсынов регулярно задерживался сотрудниками полиции по различным причинам.
В августе 2017 года в столице Башкортостана — Уфе общественниками был организован митинг в защиту естественных и конституционных прав башкир на сохранение родного башкирского языка и создание условий для его изучения и развития без каких-либо форм дискриминации. Башкирская организация «Башкорт» выступила со-организатором этого митинга. Во время проведения митинга была попытка со стороны силовиков арестовать Алсынова, но она не увенчалась успехом. Позже активист был оштрафован за участие в несогласованном публичном мероприятии в форме митинга и отказ требованиям сотрудника полиции о прекращении участия в митинге.
Фаиль Алсынов выступил с резкой критикой мобилизации в ходе вторжения в Украину, заявив, что это принесёт башкирам только ущерб. В декабре 2022 года опубликовал пост на своей странице во ВКонтакте, где назвал мобилизацию геноцидом башкирского народа, за что был оштрафован.

## Уголовное дело
В апреле 2023 году он принимал участие в протестах в селе Ишмурзино в Баймакском районе Башкортостана против геологоразведочных работ в районе села на горном хребте Ирендык.
В октябре 2023 года, после его выступления в Ишмурзино, на Фаиля Алсынова было написано заявление, лично главой Республики Башкортостан Радием Хабировым, где было указано, что он публично выступил на сходе граждан возле сельского дома культуры с речью негативного содержания по отношению к лицам русской, татарской, армянской, кавказских национальностей и национальностей Средней Азии, на митинге, устроенном в апреле 2023 года в защиту земель Башкирского Зауралья от добычи полезных ископаемых. Митинг был устроен с целью недопущения добычи ресурсов, так как компании и их организаторы, ранее добывавшие ресурсы, имели негативную репутацию и были аффилированы с правительством республики.
В январе 2024 года прокуратура запросила для Фаиля Алсынова 4 года колонии, проводятся закрытые судебные слушания.
15 января в городе Баймак прошло третье судебное заседание, в ходе которого оглашение приговора было назначено на 17 января. На суд приехало поддержать Алсынова, по разным оценкам от 1 до 5 тысяч человек.
16 января Алсынов был внесён в федеральный «Перечень организаций и физических лиц, в отношении которых имеются сведения об их причастности к экстремистской деятельности или терроризму» Росфинмониторинга.
17 января на закрытом судебном заседании был оглашен приговор Алсынову — 4 года лишения свободы. Сразу после оглашения приговора у здания суда начались протесты, были отмечены столкновения с силовиками. В течение нескольких дней производились задержания участников и сторонников Алсынова. По оценке численность протестующих достигла порядка 10 тысяч человек, притом что население Баймака — 17,7 тысячи человек.
В конце января 2024 года его перевели в СИЗО города Магнитогорск Челябинской области.
В 22 мая 2024 года Международное историко-просветительское правозащитное и благотворительное общество Мемориал признало Фаиля Алсынова политическим заключённым.